# Ямбурський Владислав Валерійович
Владислав Валерійович Ямбурський (нар. 13 червня 1993, Ізмаїл) — український актор театру та кіно.

## Життєпис
Владислав Ямбурський народився у місті Ізмаїл Одеської області. З 2000 року мешкав з батьками в Одесі. Після закінчення одеської загальноосвітньої школи № 77 у 2010 році вступив до Луганської державної академії культури і мистецтв на факультет сценічного мистецтва за спеціалізацією «Актор драматичного театру і кіно». У літку 2014 року, у зв'язку з подіями на Донбасі, був вимушений перевестись у Київський національний університет культури і мистецтв, який закінчив у 2015 році.  

## Фільмографія
| Рік  | Назва              | Роль                 |
| ---- | ------------------ | -------------------- |
| 2011 | Люблю і крапка     | офіціянт у ресторані |
| 2013 | Повернення Мухтара | мийник вікон         |
| 2015 | Гетьман            |                      |